# Copa J. League 2021
La Copa J. League 2021, también conocida como Copa YBC Levain J. League 2021 por motivos de patrocinio, fue la 46.ª edición de la Copa de la Liga de Japón y la 29.ª edición bajo el actual formato.
El campeón fue Nagoya Grampus, tras vencer en la final a Cerezo Osaka. De esta manera, el conjunto de la prefectura de Aichi dio la vuelta olímpica por primera vez.

## Formato de competición
El calendario y los enfrentamientos se anunciaron el 22 de enero de 2021, mientras que la reglamentación principal se hizo pública posteriormente. Básicamente, se ha seguido la regulación prevista originalmente del año anterior.
- Formaron parte del torneo los 20 equipos que participaron de la J1 League 2021. Tokushima Vortis retornó al certamen tras su única aparición en 2014, mientras que Avispa Fukuoka volvió tras cinco años de ausencia.
  - Kawasaki Frontale, Gamba Osaka, Nagoya Grampus y Cerezo Osaka, clasificados para la Liga de Campeones de la AFC 2021, estuvieron exentos de participar en la fase de grupos e ingresaron directamente a cuartos de final.
    - Según el sistema de 2020, se suponía que participarían algunos equipos de la J2 League. Sin embargo, como este año el número de equipos de la J1 League aumentó temporalmente, los clubes de la segunda división no formaron parte del torneo por primera vez desde 2017.
- Fase de grupos: Los restantes 16 equipos fueron divididos en cuatro grupos de cuatro clubes cada uno según sus posiciones en la temporada 2018. De esta manera, cada cuadro debió disputar seis juegos en total -tres de local y tres de visitante-.
  - Grupo A: Kashima Antlers (5.º), Hokkaido Consadole Sapporo (12.º), Sagan Tosu (13.º) y Avispa Fukuoka (J2 - 2.º).
  - Grupo B: F.C. Tokyo (6.º), Oita Trinita (11.º), Vissel Kobe (14.º) y Tokushima Vortis (J2 - 1.º).
  - Grupo C: Kashiwa Reysol (7.º), Urawa Red Diamonds (10.º), Yokohama F.C. (15.º) y Shonan Bellmare (18.º).
  - Grupo D: Sanfrecce Hiroshima (8.º), Yokohama F. Marinos (9.º), Shimizu S-Pulse (16.º) y Vegalta Sendai (17.º).
  - Para determinar el orden de clasificación de los equipos se utilizaron los siguientes criterios:
    1. Puntos en partidos cara a cara entre equipos empatados.
    2. Diferencia de goles en partidos cara a cara entre equipos empatados.
    3. Goles marcados en partidos cara a cara entre equipos empatados.
    4. Goles de visitante marcados en partidos cara a cara entre equipos empatados.
    5. Si más de dos equipos están empatados, y tras la aplicación de todos los criterios cara a cara una parte de los conjuntos sigue igualada, se vuelve a aplicar los criterios solamente con los cuadros empatados.
    6. Diferencia de goles en todos los partidos de grupo.
    7. Goles marcados en todos los partidos de grupo.
    8. Tanda de penales si solo dos equipos están empatados y se enfrentan en la última fecha del grupo.
    9. Menos puntos disciplinarios.
    10. Sorteo.
- Los dos primeros de cada grupo avanzaron a la fase eliminatoria.
- Fase eliminatoria: se enfrentaron en serie de dos partidos, a ida y vuelta. En caso de igualdad en el total de goles, se aplicaría la regla del gol de visitante y, si aún persistía el empate, se realizaría una prórroga, en donde ya no tendrían valor los goles fuera de casa. De continuar la igualdad en el marcador global, se realizaría una tanda de penales. Los vencedores clasificaron a la fase final.
- Fase final: se llevó a cabo entre los clubes provenientes de la fase eliminatoria junto con Kawasaki Frontale, Gamba Osaka, Nagoya Grampus y Cerezo Osaka.
  - En cuartos de final y semifinales se enfrentaron en serie de dos partidos, a ida y vuelta. Se aplicaron las mismas reglas que en la fase eliminatoria.
  - La final se jugó a un solo partido. En caso de empate en los 90 minutos se haría una prórroga; si aún persistía la igualdad, se ejecutaría una tanda de penales.
    - Si la final se cancelaba y no se podía establecer una fecha alternativa, los dos equipos que hubieran avanzado a la final serían tratados como ganadores, pero si el motivo de la cancelación se debía a la culpa de un solo club, entonces el otro se hubiese consagrado campeón del certamen. Por otra parte, ambos conjuntos serían subcampeones si la razón se atribuía a impericias de ambos finalistas.[3]

## Calendario
Todo el calendario del certamen fue anunciado el 22 de enero de 2021, a excepción de la final. A diferencia del año antepasado, la segundo ronda de la fase de grupos se disputó el fin de semana, mientras que algunas rondas fueron programadas con un horario distinto. La fecha de la final del torneo se reveló el 5 de febrero de 2021.
| Etapa             | Ronda             | Ida                       | Vuelta                   | Observaciones                                                                             |
| ----------------- | ----------------- | ------------------------- | ------------------------ | ----------------------------------------------------------------------------------------- |
| Fase de grupos    | Fecha 1           | 2 y 3 de marzo de 2021    | 2 y 3 de marzo de 2021   | Sin observaciones                                                                         |
| Fase de grupos    | Fecha 2           | 27 y 28 de marzo de 2021  | 27 y 28 de marzo de 2021 | Sin observaciones                                                                         |
| Fase de grupos    | Fecha 3           | 20 y 21 de abril de 2021  | 20 y 21 de abril de 2021 | Sin observaciones                                                                         |
| Fase de grupos    | Fecha 4           | 28 de abril de 2021       | 28 de abril de 2021      | Sin observaciones                                                                         |
| Fase de grupos    | Fecha 5           | 5 de mayo de 2021         | 5 de mayo de 2021        | Sin observaciones                                                                         |
| Fase de grupos    | Fecha 6           | 19 de mayo de 2021        | 19 de mayo de 2021       | Sin observaciones                                                                         |
| Fase eliminatoria | Fase eliminatoria | 2, 5 y 6 de junio de 2021 | 6 y 13 de junio de 2021  | Sin observaciones                                                                         |
| Fase final        | Cuartos de final  | 1 de septiembre de 2021   | 5 de septiembre de 2021  | Inicio de participación de los equipos clasificados a la Liga de Campeones de la AFC 2021 |
| Fase final        | Semifinales       | 6 de octubre de 2021      | 10 de octubre de 2021    | Participación de los ganadores de los cuartos de final                                    |
| Fase final        | Final             | 30 de octubre de 2021     | 30 de octubre de 2021    | Participación de los ganadores de las semifinales                                         |

## Fase de grupos

### Grupo A
| Equipo                     | Pts | PJ | PG | PE | PP | GF | GC | DG  |
| -------------------------- | --- | -- | -- | -- | -- | -- | -- | --- |
| Kashima Antlers            | 12  | 6  | 3  | 3  | 0  | 14 | 4  | +10 |
| Hokkaido Consadole Sapporo | 11  | 6  | 3  | 2  | 1  | 11 | 8  | +3  |
| Avispa Fukuoka             | 8   | 6  | 2  | 2  | 2  | 10 | 11 | -1  |
| Sagan Tosu                 | 1   | 6  | 0  | 1  | 5  | 5  | 17 | -12 |

| \| Fecha \| Lugar \| Local \| Resultado \| Visitante \| \| ----------- \| ------- \| -------------------------- \| --------- \| -------------------------- \| \| 3 de marzo \| Fukuoka \| Avispa Fukuoka \| 2:3 \| Hokkaido Consadole Sapporo \| \| 3 de marzo \| Kashima \| Kashima Antlers \| 3:0 \| Sagan Tosu \| \| 27 de marzo \| Tosu \| Sagan Tosu \| 1:5 \| Hokkaido Consadole Sapporo \| \| 27 de marzo \| Fukuoka \| Avispa Fukuoka \| 1:5 \| Kashima Antlers \| \| 20 de abril \| Kashima \| Kashima Antlers \| 3:0 \| Hokkaido Consadole Sapporo \| \| 21 de abril \| Tosu \| Sagan Tosu \| 0:1 \| Avispa Fukuoka \| \| 28 de abril \| Sapporo \| Hokkaido Consadole Sapporo \| 1:1 \| Avispa Fukuoka \| \| 28 de abril \| Tosu \| Sagan Tosu \| 2:2 \| Kashima Antlers \| \| 5 de mayo \| Sapporo \| Hokkaido Consadole Sapporo \| 2:1 \| Sagan Tosu \| \| 5 de mayo \| Kashima \| Kashima Antlers \| 1:1 \| Avispa Fukuoka \| \| 19 de mayo \| Fukuoka \| Avispa Fukuoka \| 4:1 \| Sagan Tosu \| \| 19 de mayo \| Sapporo \| Hokkaido Consadole Sapporo \| 0:0 \| Kashima Antlers \| |         |                            |           |                            |
| Fecha | Lugar   | Local                      | Resultado | Visitante                  |
| 3 de marzo | Fukuoka | Avispa Fukuoka             | 2:3       | Hokkaido Consadole Sapporo |
| 3 de marzo | Kashima | Kashima Antlers            | 3:0       | Sagan Tosu                 |
| 27 de marzo | Tosu    | Sagan Tosu                 | 1:5       | Hokkaido Consadole Sapporo |
| 27 de marzo | Fukuoka | Avispa Fukuoka             | 1:5       | Kashima Antlers            |
| 20 de abril | Kashima | Kashima Antlers            | 3:0       | Hokkaido Consadole Sapporo |
| 21 de abril | Tosu    | Sagan Tosu                 | 0:1       | Avispa Fukuoka             |
| 28 de abril | Sapporo | Hokkaido Consadole Sapporo | 1:1       | Avispa Fukuoka             |
| 28 de abril | Tosu    | Sagan Tosu                 | 2:2       | Kashima Antlers            |
| 5 de mayo | Sapporo | Hokkaido Consadole Sapporo | 2:1       | Sagan Tosu                 |
| 5 de mayo | Kashima | Kashima Antlers            | 1:1       | Avispa Fukuoka             |
| 19 de mayo | Fukuoka | Avispa Fukuoka             | 4:1       | Sagan Tosu                 |
| 19 de mayo | Sapporo | Hokkaido Consadole Sapporo | 0:0       | Kashima Antlers            |

### Grupo B
| Equipo           | Pts | PJ | PG | PE | PP | GF | GC | DG |
| ---------------- | --- | -- | -- | -- | -- | -- | -- | -- |
| F.C. Tokyo       | 12  | 6  | 3  | 3  | 0  | 6  | 2  | +4 |
| Vissel Kobe      | 8   | 6  | 2  | 2  | 2  | 6  | 4  | +2 |
| Oita Trinita     | 6   | 6  | 1  | 3  | 2  | 4  | 6  | -2 |
| Tokushima Vortis | 5   | 6  | 1  | 2  | 3  | 3  | 7  | -4 |

| \| Fecha \| Lugar \| Local \| Resultado \| Visitante \| \| ----------- \| ------ \| ---------------- \| --------- \| ---------------- \| \| 2 de marzo \| Ōita \| Oita Trinita \| 1:3 \| Vissel Kobe \| \| 3 de marzo \| Chōfu \| F.C. Tokyo \| 1:0 \| Tokushima Vortis \| \| 27 de marzo \| Naruto \| Tokushima Vortis \| 0:1 \| Oita Trinita \| \| 28 de marzo \| Chōfu \| F.C. Tokyo \| 2:0 \| Vissel Kobe \| \| 21 de abril \| Kōbe \| Vissel Kobe \| 0:1 \| Tokushima Vortis \| \| 21 de abril \| Ōita \| Oita Trinita \| 0:1 \| F.C. Tokyo \| \| 28 de abril \| Kōbe \| Vissel Kobe \| 0:0[n 1] \| Oita Trinita \| \| 28 de abril \| Naruto \| Tokushima Vortis \| 1:1 \| F.C. Tokyo \| \| 5 de mayo \| Ōita \| Oita Trinita \| 1:1 \| Tokushima Vortis \| \| 5 de mayo \| Kōbe \| Vissel Kobe \| 0:0[n 1] \| F.C. Tokyo \| \| 19 de mayo \| Naruto \| Tokushima Vortis \| 0:3 \| Vissel Kobe \| \| 19 de mayo \| Chōfu \| F.C. Tokyo \| 1:1 \| Oita Trinita \| |        |                  |           |                  |
| Fecha | Lugar  | Local            | Resultado | Visitante        |
| 2 de marzo | Ōita   | Oita Trinita     | 1:3       | Vissel Kobe      |
| 3 de marzo | Chōfu  | F.C. Tokyo       | 1:0       | Tokushima Vortis |
| 27 de marzo | Naruto | Tokushima Vortis | 0:1       | Oita Trinita     |
| 28 de marzo | Chōfu  | F.C. Tokyo       | 2:0       | Vissel Kobe      |
| 21 de abril | Kōbe   | Vissel Kobe      | 0:1       | Tokushima Vortis |
| 21 de abril | Ōita   | Oita Trinita     | 0:1       | F.C. Tokyo       |
| 28 de abril | Kōbe   | Vissel Kobe      | 0:0       | Oita Trinita     |
| 28 de abril | Naruto | Tokushima Vortis | 1:1       | F.C. Tokyo       |
| 5 de mayo | Ōita   | Oita Trinita     | 1:1       | Tokushima Vortis |
| 5 de mayo | Kōbe   | Vissel Kobe      | 0:0       | F.C. Tokyo       |
| 19 de mayo | Naruto | Tokushima Vortis | 0:3       | Vissel Kobe      |
| 19 de mayo | Chōfu  | F.C. Tokyo       | 1:1       | Oita Trinita     |

### Grupo C
| Equipo             | Pts | PJ | PG | PE | PP | GF | GC | DG |
| ------------------ | --- | -- | -- | -- | -- | -- | -- | -- |
| Urawa Red Diamonds | 9   | 6  | 2  | 3  | 1  | 7  | 5  | +2 |
| Shonan Bellmare    | 8   | 6  | 1  | 5  | 0  | 4  | 3  | +1 |
| Yokohama F.C.      | 7   | 6  | 2  | 1  | 3  | 5  | 6  | -1 |
| Kashiwa Reysol     | 6   | 6  | 1  | 3  | 2  | 6  | 8  | -2 |

| \| Fecha \| Lugar \| Local \| Resultado \| Visitante \| \| ----------- \| --------- \| ------------------ \| --------- \| ------------------ \| \| 2 de marzo \| Hiratsuka \| Shonan Bellmare \| 0:0 \| Urawa Red Diamonds \| \| 3 de marzo \| Kashiwa \| Kashiwa Reysol \| 0:1 \| Yokohama F.C. \| \| 27 de marzo \| Saitama \| Urawa Red Diamonds \| 0:1 \| Kashiwa Reysol \| \| 27 de marzo \| Hiratsuka \| Shonan Bellmare \| 1:0 \| Yokohama F.C. \| \| 21 de abril \| Kashiwa \| Kashiwa Reysol \| 1:1 \| Shonan Bellmare \| \| 21 de abril \| Yokohama \| Yokohama F.C. \| 1:2 \| Urawa Red Diamonds \| \| 28 de abril \| Saitama \| Urawa Red Diamonds \| 0:0 \| Shonan Bellmare \| \| 28 de abril \| Yokohama \| Yokohama F.C. \| 2:0 \| Kashiwa Reysol \| \| 5 de mayo \| Yokohama \| Yokohama F.C. \| 1:1 \| Shonan Bellmare \| \| 5 de mayo \| Kashiwa \| Kashiwa Reysol \| 3:3 \| Urawa Red Diamonds \| \| 19 de mayo \| Hiratsuka \| Shonan Bellmare \| 1:1 \| Kashiwa Reysol \| \| 19 de mayo \| Saitama \| Urawa Red Diamonds \| 2:0 \| Yokohama F.C. \| |           |                    |           |                    |
| Fecha | Lugar     | Local              | Resultado | Visitante          |
| 2 de marzo | Hiratsuka | Shonan Bellmare    | 0:0       | Urawa Red Diamonds |
| 3 de marzo | Kashiwa   | Kashiwa Reysol     | 0:1       | Yokohama F.C.      |
| 27 de marzo | Saitama   | Urawa Red Diamonds | 0:1       | Kashiwa Reysol     |
| 27 de marzo | Hiratsuka | Shonan Bellmare    | 1:0       | Yokohama F.C.      |
| 21 de abril | Kashiwa   | Kashiwa Reysol     | 1:1       | Shonan Bellmare    |
| 21 de abril | Yokohama  | Yokohama F.C.      | 1:2       | Urawa Red Diamonds |
| 28 de abril | Saitama   | Urawa Red Diamonds | 0:0       | Shonan Bellmare    |
| 28 de abril | Yokohama  | Yokohama F.C.      | 2:0       | Kashiwa Reysol     |
| 5 de mayo | Yokohama  | Yokohama F.C.      | 1:1       | Shonan Bellmare    |
| 5 de mayo | Kashiwa   | Kashiwa Reysol     | 3:3       | Urawa Red Diamonds |
| 19 de mayo | Hiratsuka | Shonan Bellmare    | 1:1       | Kashiwa Reysol     |
| 19 de mayo | Saitama   | Urawa Red Diamonds | 2:0       | Yokohama F.C.      |

### Grupo D
| Equipo              | Pts | PJ | PG | PE | PP | GF | GC | DG  |
| ------------------- | --- | -- | -- | -- | -- | -- | -- | --- |
| Yokohama F. Marinos | 14  | 6  | 4  | 2  | 0  | 17 | 4  | +13 |
| Shimizu S-Pulse     | 8   | 6  | 2  | 2  | 2  | 7  | 8  | -1  |
| Vegalta Sendai      | 6   | 6  | 2  | 0  | 4  | 7  | 11 | -4  |
| Sanfrecce Hiroshima | 5   | 6  | 1  | 2  | 3  | 3  | 11 | -8  |

| \| Fecha \| Lugar \| Local \| Resultado \| Visitante \| \| ----------- \| --------- \| ------------------- \| --------- \| ------------------- \| \| 3 de marzo \| Yokohama \| Yokohama F. Marinos \| 1:0 \| Vegalta Sendai \| \| 3 de marzo \| Hiroshima \| Sanfrecce Hiroshima \| 0:0 \| Shimizu S-Pulse \| \| 27 de marzo \| Yokohama \| Yokohama F. Marinos \| 5:0 \| Sanfrecce Hiroshima \| \| 27 de marzo \| Sendai \| Vegalta Sendai \| 0:1 \| Shimizu S-Pulse \| \| 21 de abril \| Shizuoka \| Shimizu S-Pulse \| 0:0 \| Yokohama F. Marinos \| \| 21 de abril \| Hiroshima \| Sanfrecce Hiroshima \| 0:1 \| Vegalta Sendai \| \| 28 de abril \| Sendai \| Vegalta Sendai \| 2:5 \| Yokohama F. Marinos \| \| 28 de abril \| Shizuoka \| Shimizu S-Pulse \| 1:2 \| Sanfrecce Hiroshima \| \| 5 de mayo \| Shizuoka \| Shimizu S-Pulse \| 4:1 \| Vegalta Sendai \| \| 5 de mayo \| Hiroshima \| Sanfrecce Hiroshima \| 1:1 \| Yokohama F. Marinos \| \| 19 de mayo \| Yokohama \| Yokohama F. Marinos \| 5:1 \| Shimizu S-Pulse \| \| 19 de mayo \| Sendai \| Vegalta Sendai \| 3:0 \| Sanfrecce Hiroshima \| |           |                     |           |                     |
| Fecha | Lugar     | Local               | Resultado | Visitante           |
| 3 de marzo | Yokohama  | Yokohama F. Marinos | 1:0       | Vegalta Sendai      |
| 3 de marzo | Hiroshima | Sanfrecce Hiroshima | 0:0       | Shimizu S-Pulse     |
| 27 de marzo | Yokohama  | Yokohama F. Marinos | 5:0       | Sanfrecce Hiroshima |
| 27 de marzo | Sendai    | Vegalta Sendai      | 0:1       | Shimizu S-Pulse     |
| 21 de abril | Shizuoka  | Shimizu S-Pulse     | 0:0       | Yokohama F. Marinos |
| 21 de abril | Hiroshima | Sanfrecce Hiroshima | 0:1       | Vegalta Sendai      |
| 28 de abril | Sendai    | Vegalta Sendai      | 2:5       | Yokohama F. Marinos |
| 28 de abril | Shizuoka  | Shimizu S-Pulse     | 1:2       | Sanfrecce Hiroshima |
| 5 de mayo | Shizuoka  | Shimizu S-Pulse     | 4:1       | Vegalta Sendai      |
| 5 de mayo | Hiroshima | Sanfrecce Hiroshima | 1:1       | Yokohama F. Marinos |
| 19 de mayo | Yokohama  | Yokohama F. Marinos | 5:1       | Shimizu S-Pulse     |
| 19 de mayo | Sendai    | Vegalta Sendai      | 3:0       | Sanfrecce Hiroshima |

## Fase eliminatoria
| Equipo 1                   | Agr. | Equipo 2            | Ida | Vuelta |
| -------------------------- | ---- | ------------------- | --- | ------ |
| Shimizu S-Pulse            | 1–3  | Kashima Antlers     | 0–1 | 1–2    |
| F.C. Tokyo                 | 4–2  | Shonan Bellmare     | 0–1 | 4–1    |
| Hokkaido Consadole Sapporo | 4–2  | Yokohama F. Marinos | 1–1 | 3–1    |
| Vissel Kobe                | 3–4  | Urawa Red Diamonds  | 1–2 | 2–2    |

- Los horarios de los partidos corresponden al huso horario de Japón: (UTC+9)

### Partidos
| 2 de junio de 2021, 19:03 | Shimizu S-Pulse | 0:1 (0:1) | Kashima Antlers | Estadio IAI Nihondaira, Shizuoka                            |                                                             |
|                           |                 | Reporte   | Hayashi 8'      | Asistencia: 3.626 espectadores Árbitro(s): Futoshi Nakamura | Asistencia: 3.626 espectadores Árbitro(s): Futoshi Nakamura |

| 6 de junio de 2021, 15:03 | Kashima Antlers               | 2:1 (1:1) | Shimizu S-Pulse    | Estadio de Kashima, Kashima                                |                                                            |
|                           | Juan Alano 45' · Everaldo 71' | Reporte   | Thiago Santana 21' | Asistencia: 7.274 espectadores Árbitro(s): Yoshirō Imamura | Asistencia: 7.274 espectadores Árbitro(s): Yoshirō Imamura |

| 5 de junio de 2021, 14:03 | F.C. Tokyo | 0:1 (0:0) | Shonan Bellmare | Estadio del Parque Olímpico de Komazawa, Tokio            |                                                           |
|                           |            | Reporte   | Wellington 71'  | Asistencia: 4.284 espectadores Árbitro(s): Hayato Shimizu | Asistencia: 4.284 espectadores Árbitro(s): Hayato Shimizu |

| 13 de junio de 2021, 17:03 | Shonan Bellmare | 1:4 (1:3) | F.C. Tokyo                                             | Estadio Lemon Gas Hiratsuka, Hiratsuka                        |                                                               |
|                            | Nakamura 44'    | Reporte   | Leandro 11' · Diego Oliveira 35' · Adaílton 41', 90+2' | Asistencia: 4.690 espectadores Árbitro(s): Nobutsugu Murakami | Asistencia: 4.690 espectadores Árbitro(s): Nobutsugu Murakami |

| 6 de junio de 2021, 13:03 | Hokkaido Consadole Sapporo | 1:1 (1:1) | Yokohama F. Marinos | Estadio Sapporo Atsubetsu Park, Sapporo                       |                                                               |
|                           | Aoki 26'                   | Reporte   | Nakagawa 45+2'      | Asistencia: 3.814 espectadores Árbitro(s): Kōichirō Fukushima | Asistencia: 3.814 espectadores Árbitro(s): Kōichirō Fukushima |

| 13 de junio de 2021, 17:03 | Yokohama F. Marinos | 1:3 (0:1) | Hokkaido Consadole Sapporo                 | Estadio Mitsuzawa, Yokohama                               |                                                           |
|                            | Mizunuma 61'        | Reporte   | Hatanaka 7' (a.g.) · Suga 51' · Yanagi 87' | Asistencia: 4.909 espectadores Árbitro(s): Masaaki Iemoto | Asistencia: 4.909 espectadores Árbitro(s): Masaaki Iemoto |

| 6 de junio de 2021, 18:03 | Vissel Kobe | 1:2 (1:1) | Urawa Red Diamonds     | Estadio Noevir Kobe, Kōbe                                   |                                                             |
|                           | Douglas 3'  | Reporte   | Ito 45+1' · Kōroki 71' | Asistencia: 4.720 espectadores Árbitro(s): Yūichi Nishimura | Asistencia: 4.720 espectadores Árbitro(s): Yūichi Nishimura |

| 13 de junio de 2021, 18:03 | Urawa Red Diamonds         | 2:2 (2:1) | Vissel Kobe               | Estadio Urawa Komaba, Saitama                              |                                                            |
|                            | Koizumi 16' · Junker 45+3' | Reporte   | Douglas 22' · Iniesta 77' | Asistencia: 4.892 espectadores Árbitro(s): Akihiko Ikeuchi | Asistencia: 4.892 espectadores Árbitro(s): Akihiko Ikeuchi |

## Fase final

### Cuadro de desarrollo
|  | Cuartos de final           | Cuartos de final    | Cuartos de final    |   |              | Semifinales       | Semifinales       | Semifinales       |  |                | Final         | Final         |  |
|  | 1 y 5 de septiembre        | 1 y 5 de septiembre | 1 y 5 de septiembre |   |              | 6 y 10 de octubre | 6 y 10 de octubre | 6 y 10 de octubre |  |                | 30 de octubre | 30 de octubre |  |
|  |                            |                     |                     |   |              |                   |                   |                   |  |                |               |               |  |
|  |                            |                     |                     |   |              |                   |                   |                   |  |                |               |               |  |
|  | F.C. Tokyo                 | 1                   | 2                   |   |              |                   |                   |                   |  |                |               |               |  |
|  | F.C. Tokyo                 | 1                   | 2                   |   |              |                   |                   |                   |  |                |               |               |  |
|  | Hokkaido Consadole Sapporo | 2                   | 0                   |   |              |                   |                   |                   |  |                |               |               |  |
|  | Hokkaido Consadole Sapporo | 2                   | 0                   |   | F.C. Tokyo   | 1                 | 2                 |                   |  |                |               |               |  |
|  |                            |                     |                     |   | F.C. Tokyo   | 1                 | 2                 |                   |  |                |               |               |  |
|  |                            |                     | Nagoya Grampus      | 3 | 1            |                   |                   |                   |  |                |               |               |  |
|  | Kashima Antlers            | 0                   | Nagoya Grampus      | 3 | 1            | 0                 |                   |                   |  |                |               |               |  |
|  | Kashima Antlers            | 0                   |                     |   |              |                   |                   |                   |  |                |               |               |  |
|  | Nagoya Grampus             | 2                   | 2                   |   |              |                   |                   |                   |  |                |               |               |  |
|  | Nagoya Grampus             | 2                   | 2                   |   |              |                   |                   |                   |  | Nagoya Grampus | 2             |               |  |
|  |                            |                     |                     |   |              |                   |                   |                   |  | Nagoya Grampus | 2             |               |  |
|  |                            |                     | Cerezo Osaka        | 0 |              |                   |                   |                   |  |                |               |               |  |
|  | Gamba Osaka                | 1                   | Cerezo Osaka        | 0 | 0            |                   |                   |                   |  |                |               |               |  |
|  | Gamba Osaka                | 1                   |                     |   |              |                   |                   |                   |  |                |               |               |  |
|  | Cerezo Osaka               | 0                   | 4                   |   |              |                   |                   |                   |  |                |               |               |  |
|  | Cerezo Osaka               | 0                   | 4                   |   | Cerezo Osaka | 1                 | 1                 |                   |  |                |               |               |  |
|  |                            |                     |                     |   | Cerezo Osaka | 1                 | 1                 |                   |  |                |               |               |  |
|  |                            |                     | Urawa Red Diamonds  | 1 | 0            |                   |                   |                   |  |                |               |               |  |
|  | Kawasaki Frontale          | 1                   | Urawa Red Diamonds  | 1 | 0            | 3                 |                   |                   |  |                |               |               |  |
|  | Kawasaki Frontale          | 1                   |                     |   |              |                   |                   |                   |  |                |               |               |  |
|  | Urawa Red Diamonds (v)     | 1                   | 3                   |   |              |                   |                   |                   |  |                |               |               |  |
|  | Urawa Red Diamonds (v)     | 1                   | 3                   |   |              |                   |                   |                   |  |                |               |               |  |
|  |                            |                     |                     |   |              |                   |                   |                   |  |                |               |               |  |

- En cuartos de final y semifinales, el equipo de arriba es el que ejerció la localía en el partido de vuelta.
- Los horarios de los partidos corresponden al huso horario de Japón: (UTC+9)

### Cuartos de final
| 1 de septiembre de 2021, 19:03 | Hokkaido Consadole Sapporo | 2:1 (1:1) | F.C. Tokyo   | Estadio Sapporo Atsubetsu Park, Sapporo                    |                                                            |
|                                | Tanaka 21' · Arano 80'     | Reporte   | Watanabe 14' | Asistencia: 3.204 espectadores Árbitro(s): Yoshirō Imamura | Asistencia: 3.204 espectadores Árbitro(s): Yoshirō Imamura |

| 5 de septiembre de 2021, 18:03 | F.C. Tokyo                | 2:0 (1:0) | Hokkaido Consadole Sapporo | Estadio Lemon Gas Hiratsuka, Hiratsuka                     |                                                            |
|                                | Leandro 20' · Higashi 68' | Reporte   |                            | Asistencia: 3.272 espectadores Árbitro(s): Hiroki Kasahara | Asistencia: 3.272 espectadores Árbitro(s): Hiroki Kasahara |

| 1 de septiembre de 2021, 19:03 | Nagoya Grampus             | 2:0 (1:0) | Kashima Antlers | Estadio Toyota, Toyota                                        |                                                               |
|                                | Kakitani 13' · Inagaki 53' | Reporte   |                 | Asistencia: 5.744 espectadores Árbitro(s): Nobutsugu Murakami | Asistencia: 5.744 espectadores Árbitro(s): Nobutsugu Murakami |

| 5 de septiembre de 2021, 18:03 | Kashima Antlers | 0:2 (0:1) | Nagoya Grampus              | Estadio de Kashima, Kashima                            |                                                        |
|                                |                 | Reporte   | Inagaki 22' · Świerczok 57' | Asistencia: 0 espectadores Árbitro(s): Yoshirō Imamura | Asistencia: 0 espectadores Árbitro(s): Yoshirō Imamura |

| 1 de septiembre de 2021, 19:03 | Cerezo Osaka | 0:1 (0:0) | Gamba Osaka | Estadio Yodoko Sakura, Osaka                                  |                                                               |
|                                |              | Reporte   | Yamami 89'  | Asistencia: 4.205 espectadores Árbitro(s): Kōichirō Fukushima | Asistencia: 4.205 espectadores Árbitro(s): Kōichirō Fukushima |

| 5 de septiembre de 2021, 18:03 | Gamba Osaka | 0:4 (0:2) | Cerezo Osaka                                     | Estadio Panasonic Suita, Suita                           |                                                          |
|                                |             | Reporte   | Yamada 24' · Katō 32' · Fujita 56' · Matsuda 68' | Asistencia: 4.869 espectadores Árbitro(s): Hajime Matsuo | Asistencia: 4.869 espectadores Árbitro(s): Hajime Matsuo |

| 1 de septiembre de 2021, 19:03 | Urawa Red Diamonds | 1:1 (1:0) | Kawasaki Frontale | Estadio Urawa Komaba, Saitama                               |                                                             |
|                                | Sekine 35'         | Reporte   | Ienaga 72' (pen.) | Asistencia: 4.629 espectadores Árbitro(s): Yūichi Nishimura | Asistencia: 4.629 espectadores Árbitro(s): Yūichi Nishimura |

| 5 de septiembre de 2021, 18:03 | Kawasaki Frontale                                    | 3:3 (1:1) | Urawa Red Diamonds                   | Estadio Atlético Todoroki, Kawasaki                       |                                                           |
|                                | Leandro Damião 40' · Yamamura 77' · João Schmidt 83' | Reporte   | Esaka 8' · Junker 87' · Makino 90+4' | Asistencia: 4.936 espectadores Árbitro(s): Masaaki Iemoto | Asistencia: 4.936 espectadores Árbitro(s): Masaaki Iemoto |

### Semifinales
| 6 de octubre de 2021, 19:03 | Nagoya Grampus                           | 3:1 (1:0) | F.C. Tokyo     | Estadio Toyota, Toyota                                     |                                                            |
|                             | Kakitani 17' · Kimoto 69' · Mateus 90+4' | Reporte   | Adaílton 90+3' | Asistencia: 7.778 espectadores Árbitro(s): Hiroyuki Kimura | Asistencia: 7.778 espectadores Árbitro(s): Hiroyuki Kimura |

| 10 de octubre de 2021, 14:03 | F.C. Tokyo                  | 2:1 (1:0) | Nagoya Grampus | Estadio Ajinomoto, Chōfu                                 |                                                          |
|                              | Adaílton 15' · Takahagi 55' | Reporte   | Inagaki 80'    | Asistencia: 9.910 espectadores Árbitro(s): Hajime Matsuo | Asistencia: 9.910 espectadores Árbitro(s): Hajime Matsuo |

| 6 de octubre de 2021, 19:03 | Urawa Red Diamonds | 1:1 (1:0) | Cerezo Osaka | Estadio Saitama 2002, Saitama                         |                                                       |
|                             | Junker 12'         | Reporte   | Yamada 66'   | Asistencia: 8.734 espectadores Árbitro(s): Ryūji Satō | Asistencia: 8.734 espectadores Árbitro(s): Ryūji Satō |

| 10 de octubre de 2021, 15:03 | Cerezo Osaka | 1:0 (0:0) | Urawa Red Diamonds | Estadio Yodoko Sakura, Osaka                                  |                                                               |
|                              | Katō 53'     | Reporte   |                    | Asistencia: 8.654 espectadores Árbitro(s): Kōichirō Fukushima | Asistencia: 8.654 espectadores Árbitro(s): Kōichirō Fukushima |

### Final
| 30 de octubre de 2021, 13:09 | Nagoya Grampus          | 2:0 (0:0) | Cerezo Osaka | Estadio Saitama 2002, Saitama                              |                                                            |
|                              | Maeda 47' · Inagaki 79' | Reporte   |              | Asistencia: 17.933 espectadores Árbitro(s): Masaaki Iemoto | Asistencia: 17.933 espectadores Árbitro(s): Masaaki Iemoto |

#### Detalles
| 1          | Guardameta     | Mitchell Langerak   |     |
| 4          | Defensa        | Shinnosuke Nakatani |     |
| 6          | Defensa        | Kazuya Miyahara     |     |
| 14         | Defensa        | Yasuki Kimoto       | 81' |
| 20         | Defensa        | Kim Min-tae         |     |
| 23         | Defensa        | Yutaka Yoshida      |     |
| 15         | Centrocampista | Shō Inagaki         |     |
| 8          | Delantero      | Yōichirō Kakitani   | 73' |
| 11         | Delantero      | Yūki Sōma           | 58' |
| 16         | Delantero      | Mateus              |     |
| 25         | Delantero      | Naoki Maeda         | 58' |
| Entrenador | Entrenador     | Massimo Ficcadenti  |     |

| 21         | Guardameta     | Kim Jin-hyeon      |     |
| 2          | Defensa        | Riku Matsuda       |     |
| 14         | Defensa        | Yūsuke Maruhashi   |     |
| 15         | Defensa        | Ayumu Seko         |     |
| 33         | Defensa        | Ryuya Nishio       |     |
| 4          | Centrocampista | Riki Harakawa      |     |
| 17         | Centrocampista | Tatsuhiro Sakamoto |     |
| 23         | Centrocampista | Takashi Inui       |     |
| 25         | Centrocampista | Hiroaki Okuno      | 75' |
| 29         | Delantero      | Mutsuki Katō       | 55' |
| 34         | Delantero      | Hiroto Yamada      | 46' |
| Entrenador | Entrenador     | Akio Kogiku        |     |

| 19 | Delantero      | Manabu Saitō    | 58' |
| 5  | Centrocampista | Kazuki Nagasawa | 58' |
| 40 | Delantero      | Jakub Świerczok | 73' |
| 17 | Defensa        | Ryoya Morishita | 81' |

| 10 | Centrocampista | Hiroshi Kiyotake | 46' |
| 20 | Delantero      | Yoshito Ōkubo    | 55' |
| 32 | Delantero      | Yuta Toyokawa    | 75' |

| Anotado | 47' | Naoki Maeda | 1-0 |
| Anotado | 79' | Shō Inagaki | 2-0 |

| Árbitro             | Masaaki Iemoto     |
| Árbitros asistentes | Satoshi Karakami   |
| Árbitros asistentes | Kōta Watanabe      |
| Cuarto árbitro      | Nobutsugu Murakami |
| VAR/AVAR            | Futoshi Nakamura   |
| VAR/AVAR            | Hiroyuki Igarashi  |

| 1          | Guardameta     | Mitchell Langerak   |     |
| 4          | Defensa        | Shinnosuke Nakatani |     |
| 6          | Defensa        | Kazuya Miyahara     |     |
| 14         | Defensa        | Yasuki Kimoto       | 81' |
| 20         | Defensa        | Kim Min-tae         |     |
| 23         | Defensa        | Yutaka Yoshida      |     |
| 15         | Centrocampista | Shō Inagaki         |     |
| 8          | Delantero      | Yōichirō Kakitani   | 73' |
| 11         | Delantero      | Yūki Sōma           | 58' |
| 16         | Delantero      | Mateus              |     |
| 25         | Delantero      | Naoki Maeda         | 58' |
| Entrenador | Entrenador     | Massimo Ficcadenti  |     |

| 21         | Guardameta     | Kim Jin-hyeon      |     |
| 2          | Defensa        | Riku Matsuda       |     |
| 14         | Defensa        | Yūsuke Maruhashi   |     |
| 15         | Defensa        | Ayumu Seko         |     |
| 33         | Defensa        | Ryuya Nishio       |     |
| 4          | Centrocampista | Riki Harakawa      |     |
| 17         | Centrocampista | Tatsuhiro Sakamoto |     |
| 23         | Centrocampista | Takashi Inui       |     |
| 25         | Centrocampista | Hiroaki Okuno      | 75' |
| 29         | Delantero      | Mutsuki Katō       | 55' |
| 34         | Delantero      | Hiroto Yamada      | 46' |
| Entrenador | Entrenador     | Akio Kogiku        |     |

| 19 | Delantero      | Manabu Saitō    | 58' |
| 5  | Centrocampista | Kazuki Nagasawa | 58' |
| 40 | Delantero      | Jakub Świerczok | 73' |
| 17 | Defensa        | Ryoya Morishita | 81' |

| 10 | Centrocampista | Hiroshi Kiyotake | 46' |
| 20 | Delantero      | Yoshito Ōkubo    | 55' |
| 32 | Delantero      | Yuta Toyokawa    | 75' |

| Anotado | 47' | Naoki Maeda | 1-0 |
| Anotado | 79' | Shō Inagaki | 2-0 |

| Árbitro             | Masaaki Iemoto     |
| Árbitros asistentes | Satoshi Karakami   |
| Árbitros asistentes | Kōta Watanabe      |
| Cuarto árbitro      | Nobutsugu Murakami |
| VAR/AVAR            | Futoshi Nakamura   |
| VAR/AVAR            | Hiroyuki Igarashi  |

|                                    |
| Bandera de Prefectura de Aichi     |
| Campeón Nagoya Grampus 1.er título |

## Estadísticas

### Goleadores
| Jugador                                      | Club                       | Goles | PJ |
| -------------------------------------------- | -------------------------- | ----- | -- |
| Kasper Junker                                | Urawa Red Diamonds         | 4     | 6  |
| Adaílton                                     | F.C. Tokyo                 | 4     | 10 |
| Teruhito Nakagawa                            | Yokohama F. Marinos        | 4     | 5  |
| Shō Inagaki                                  | Nagoya Grampus             | 4     | 5  |
| Douglas Oliveira                             | Hokkaido Consadole Sapporo | 3     | 9  |
| Ryonosuke Kabayama                           | Montedio Yamagata          | 3     | 7  |
| Everaldo                                     | Kashima Antlers            | 3     | 6  |
| Takahiro Sekine                              | Urawa Red Diamonds         | 3     | 10 |
| Kōta Mizunuma                                | Yokohama F. Marinos        | 3     | 7  |
| Ado Onaiwu                                   | Yokohama F. Marinos        | 3     | 7  |
| Última actualización: 2 de noviembre de 2021 |                            |       |    |

### Mejor Jugador
| Jugador     | Club           |
| ----------- | -------------- |
| Shō Inagaki | Nagoya Grampus |

### Premio Nuevo Héroe
El Premio Nuevo Héroe es entregado al mejor jugador del torneo menor de 23 años.
| Jugador     | Club               |
| ----------- | ------------------ |
| Zion Suzuki | Urawa Red Diamonds |